# 三浦方義

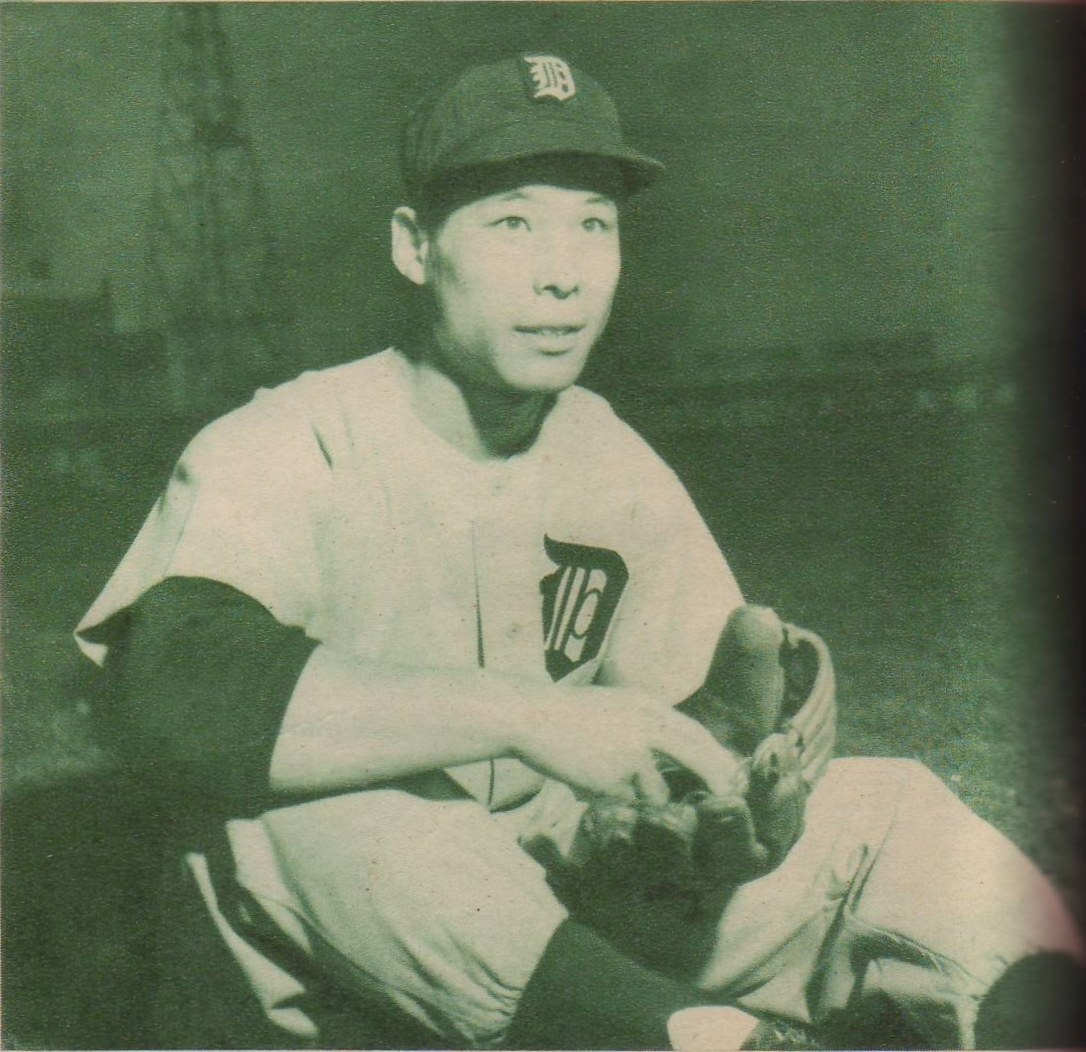

三浦方義（1933年8月23日—）為日本的棒球選手，出生於青森縣。他曾效力於日本職棒千葉羅德海洋等，守備位置為投手，1962年退休，生涯通算56勝。